# Rezolucja Rady Bezpieczeństwa ONZ nr 324
Rezolucja Rady Bezpieczeństwa ONZ nr 324 została przyjęta 15 czerwca 1972 r.
Rada potwierdziła swoje poprzednie rezolucje w kwestii cypryjskiej oraz przedłużyła mandat Sił Pokojowych ONZ na Cyprze na kolejne miesiące, do dnia 5 czerwca 1973 r.
Rada wezwała również wszystkie zaangażowane strony do dalszego działania z największą powściągliwością oraz pełną współpracę z siłami pokojowymi.
Uchwała została podjęta 14 głosami; Chiny wstrzymały się od głosu.